# Вико фон Бюлов (1620 – 1695)
Вико фон Бюлов (на немски: Vicco von Bülow; * 1620; † 1695) е благородник от стария род Бюлов от Мекленбург.
Той е син на Юрген фон Бюлов (1580 – 1639) и съпругата му Анна фон дер Люе (1590 – 1620), дъщеря на Корд фон дер Люе (1560 – 1604) и Агата фон Оертцен (1570 – 1604). Потомък е на рицар Готфрид фон Бюлов († 1258).
Брат е на Корд Юрген фон Бюлов († 1679), Йохан фон Бюлов и Агата фон Бюлов (1614 – 1653), омъжена за Курд Валентин фон Плесен (1603 – 1679).

## Фамилия
Вико фон Бюлов се жени 1653 г. за Доротея фон Оертцен (* 24 ноември 1620; † 1 април 1695), вдовица на Дидрих Бартхолд фон Плесен (* ок. 1594; † 1652), дъщеря на Зиферт фон Оертцен († 1638) и Анна Валентина фон Ревентлов († 1653). Те имат седем деца:
- Доротея фон Бюлов
- Маргарета Елизабет фон Бюлов, омъжена за Ханс фон Бристов
- Анна София фон Бюлов, омъжена за Кристиан Хайнрих фон Тун
- Мария фон Бюлов († 3 ноември 1699, Готесгабе), омъжена на 26 октомври 1692 г. за Беренд Хартвиг фон Плесен (* 22 май 1659, Мюселмов; † 18 юни 1738, Шверин), брат на Курд Валентин фон Плесен (1603 – 1679), съпругът на леля ѝ Агата фон Бюлов (1614 – 1653).
- Юрген Дитрих фон Бюлов
- Яспер фон Бюлов
- Кристиан фон Бюлов, женен I. за София фон Халберщат (* 17 ноември 1687, Волтов), имат 5 сина; II. пр. 1699 г. за Агата Магдалена фон Плесен (* 1681, Пархим; † ок. 1712), имат дъщеря